# イヴァン・モスクヴィチン
イヴァン・ユリエヴィチ・モスクヴィチン（イヴァーン・ユーリエヴィチ・モスクヴィーチン、ロシア語: Ива́н Ю́рьевич Москви́тин, ローマ字表記の例: Ivan Yuryevich Moskvitin, 生没年不詳)）は、17世紀のロシアのコサックで探検家。偵察隊を率いてオホーツク海に至り、ロシア人として初めてシベリアを横断してオホーツク海および太平洋側に達した人物となった。
イヴァン・モスクヴィチンの名が登場するのは1626年のことで、西シベリアのトムスクに住むコサックの一員としてであった。モスクヴィチンはコサックのアタマン（首領）、ドミトリー・コピロフ（Dmitry Kopylov）とともにシベリアを川船で横断して東シベリアの拠点ヤクーツクに向かった。1638年7月28日、コピロフ一行はレナ川の支流アルダン川の岸に小さな要塞を築き拠点とした。翌1639年の春、アルダン川東方での毛皮の徴収、ならびに銀鉱山の探索のため、コピロフはモスクヴィチンに20人のトムスク・コサックと29人のクラスノヤルスク・コサックを指揮させて東方への探検を命じた。当時、東方のチルコルという大河（Чиркол、アムール川）では銀が採れるという噂があった。
モスクヴィチン一行はアルダン川からその支流マヤ川へと船で進み、その上流の山を越えてウリヤ川を下り、9月半ばに大きな海へ出た。これがロシア人がオホーツク海を見た最初であった。モスクヴィチンとコサック一行はウリヤ川のオホーツク海河口に越冬のための小屋を築き、この地の先住民たちから南方に大きな川（おそらくアムール川）があることを聞いた。翌1640年の春、一行は船でオホーツク海を海岸沿いに南下してアムール川河口へと向かい、その帰りにシャンタル諸島に立ち寄っている。
1645年、トムスクで、モスクヴィチンとコピロフはロシア・ツァーリ国のヴォエヴォダであるシチェルバトフ公に対して地理的発見について報告している。翌1646年、モスクヴィチンは首都モスクワに向かい、東方の大洋についての報告を行った。モスクヴィチンは1647年にトムスクへ戻りコサックのアタマンとなったが、その後については明らかではない。